# Elsbeth Meyer-Baltensweiler
Elsbeth Meyer-Baltensweiler, eig. Elisabeth (* 21. Mai 1925 in Zürich; † 7. Januar 2022), war eine Schweizer Theologin, Pädagogin, Lexikografin und Lieddichterin evangelisch-freikirchlicher Konfession.

## Werdegang
Elsbeth Meyer-Baltensweiler nahm aufgrund ihrer aussergewöhnlich hohen mathematischen Begabung 1944 eine Anstellung in der mathematischen Abteilung einer Schweizer Lebensversicherung an. Sie besuchte zwischen 1947 und 1948 die Bibelschule Beatenberg und studierte zwischen 1949 und 1953 Theologie an der heutigen Faculté Libre de Théologie Réformée d’Aix-en-Provence Jean Calvin in Aix-en-Provence/Südfrankreich.
Sie fand dann Arbeit als Lehrerin am Missionsseminar Beatenberg, wo sie junge Menschen für den Dienst in Gemeinde und Mission ausbildete und bis zum Jahr 1967 blieb. Von 1968 bis 1990 unterrichtete Elsbeth Meyer-Baltensweiler an der Bibelschule für Frauen und am Theologischen Seminar der Pilgermission St. Chrischona in Bettingen bei Basel.

## Werk
Elsbeth Meyer schrieb mehrere geistliche Lieder. Diese wurden von Chor und Solisten der Bibelschule Beatenberg eingespielt und vom Verlag Hermann Schulte Wetzlar, in der die Schallplattenreihe Frohe Botschaft im Lied vertrieben wurde, veröffentlicht.
Fünf ihrer Lieder nahm Otto Riecker in den zweiten Band seiner ab 1970 herausgegebenen Liederbuchreihe Jesu Name nie verklinget auf.
Im Gesangbuch Feiern und Loben, das vom Bund Freier evangelischer Gemeinden und dem Bund Evangelisch-Freikirchlicher Gemeinden 2003 herausgegeben wurde, steht das von Elsbeth Meyer-Baltensweiler 1964 verfasste Himmelfahrtslied Lob, Ehr und Preis dir, Gottes Lamm unter Nummer 271.
Darüber hinaus gab sie mit anderen das Bibellexikon des Brunnen-Verlags Giessen heraus.
Sie war ab 1958 mit Konrad Meyer verheiratet und lebte in Therwil im Kanton Basel-Landschaft.